# Chrysoglyphe albipes
Chrysoglyphe albipes är en stekelart som beskrevs av William Harris Ashmead 1894. Chrysoglyphe albipes ingår i släktet Chrysoglyphe och familjen puppglanssteklar. Inga underarter finns listade i Catalogue of Life.